# Cidade Velha
Cidade Velha (in creolo capoverdiano Sidàdi Vélha, il toponimo significa "città vecchia") è una cittadina di Capo Verde, situata sull'isola di Santiago, nell'arcipelago di Sotavento. Si trova a 15 km ad ovest di Praia, la capitale di Capo Verde; fu la prima città costruita dagli europei ai tropici nonché prima capitale di Capo Verde, quando si chiamava Ribeira Grande.

## Storia
La zona venne chiamata Ribeira Grande (in portoghese grande spiaggia) dal navigatore genovese Antonio da Noli che esplorò l'isola di Santiago, scoperta dal navigatore veneziano Alvise Da Mosto nel 1456.
Con la scoperta dell'America divenne un punto importantissimo del commercio triangolare dell'Impero portoghese tra l'Africa, il Brasile e il Portogallo. La città venne fondata nel 1466 come un porto importante del commercio degli schiavi con la Guinea-Bissau e le verso Madera e il Portogallo, oltre che come capoluogo amministrativo della colonia portoghese di Capo Verde.
La città fu punto di passaggio di grandi navigatori: Vasco da Gama nel 1497 durante la sua circumnavigazione dell'Africa diretto verso l'India e Cristoforo Colombo l'anno seguente, nel suo terzo viaggio verso le Americhe. A Cidade Velha si trova la più antica chiesa coloniale del mondo, costruita nel 1495, la Igreja Nossa Senhora do Rosário. Nel 1578, 1585 e 1587 subì gli attacchi del corsaro inglese Francis Drake. Nel 1590 venne costruito Forte Real de São Filipe per la difesa di Riberira Grande. Nel 1712 subì gli attacchi dei bucanieri francesi, fu capitale della colonia di Capo Verde fino al 1769 quando venne spostata nella più salubre Praia de Santa Maria, l'odierna Praia.

## Patrimonio dell'umanità
Nel luglio del 2009 è stata inserita tra i patrimoni dell'umanità dell'UNESCO, primo sito di Capo Verde ad essere inserito tra essi.
L'area protetta copre 209,1 ettari. Un tempo si chiamava Ribeira Grande, ma divenne Cidade Velha verso la fine del XVIII secolo.
Si trova a sud dell'isola di Santiago, e rappresenta la prima colonia europea della zona. Ancora oggi si possono ammirare una fortezza, due chiese e le strade del tempo. Sono ancora in piedi anche i pilastri in marmo che nel XVI secolo ne ornavano la piazza.